# ISFET
Selektivní iontové popř. všeobecně iontově senzitivní tranzistory s efektem pole (ISFET) byly vyvinuty v sedmdesátých letech jako alternativa ke skleněné elektrodě pro měření pH.
Iontové selektivní tranzistory s efektem pole se zakládají na využití uspořádání tranzistorů MOSFET, kterému chybí Gate z kovu jako řídící elektroda. Místo toho se u ISFET nachází médium v přímém kontaktu s izolační vrstvou Gate. Do P-vodivého základního materiálu polovodiče (Si) difundovaly dvě silně N-vodivé oblasti. Ty působí jako elektroda dodávající ("Source", S) a přijímající ("Drain", D) proud. Kovová
elektroda Gate u MOSFET popř. médium u ISFET tvoří společně se substrátem, který se zde nachází, kondenzátor. Rozdíl potenciálu (napětí) mezi Gate a substrátem (UGS) způsobuje zvýšení hustoty elektronů v rozsahu mezi "Source" a "Drain". Vzniká vodivý kanál, takže při indukci napětí protéká proud.
Popsaný efekt vede v křemičitém polovodivém substrátu mezi "Source" a "Drain" ke vzniku vodivého kanálu a způsobuje tok proudu mezi
"Source" a "Drain".
Vhodná spínání snímačů využívají závislosti iontově selektivního potenciálu Gate ke generaci výstupního signálu, který je proporcionální ke způsobu koncentrace iontů.